# Westrell
Westrell is een geslacht dat zijn oorsprong heeft in Zweden en waarvan leden vanaf 1816 tot de Pruisische adel behoren.

## Geschiedenis
De bewezen stamreeks begint met Daniel Westrell (circa 1680-1760) die directeur was van de koninklijke Zweedse staatsbank. Bij besluit van 17 januari 1816 werd zijn kleinzoon Carl Westrell, Schlosshauptmann und Kammerdirector in Stralsund verheven in de Pruisische adelstand.